# Glinówka (Litwa)
Glinówka (lit. Molynė) − wieś na Litwie, w rejonie wileńskim, 4 km na południowy zachód od Duksztów, zamieszkana przez 7 osób.

## Historia
W dwudziestoleciu międzywojennym leżała w Polsce, w województwie wileńskim, w powiecie wileńsko-trockim, w gminie Mejszagoła.
Po II wojnie światowej w granicach Związku Sowieckiego. Od 1991 na niepodległej Litwie.